# Francesco Mario Pagano
Francesco Mario Pagano (n. 8 decembrie 1748, Brienza, Regatul Neapolelui - d. 29 octombrie 1799, Napoli, Regatul Neapolelui) a fost un jurist și filosof italian. 